# Anita Burdman Feferman
Anita Burdman Feferman (27 de julho de 1927 – 9 de abril de 2015) foi uma historiadora da matemática e biógrafa estadunidense, conhecida por suas biografias de Jean van Heijenoort e (com seu marido, o lógico Solomon Feferman) de Alfred Tarski.

## Formação e carreira
Feferman nasceu em 27 de julho de 1927. Natural de Los Angeles, e frequentou a Hollywood High School e a Universidade da Califórnia em Los Angeles, antes de se formar em 1948 na Universidade da Califórnia em Berkeley. Foi professora no sistema escolar de Oakland (Califórnia), e obteve outro diploma em ensino da Universidade da Califórnia em Berkeley. Em 1956 seu marido Solomon Feferman assumiu um cargo na Universidade Stanford, e ela se mudou com ele e suas duas filhas de East Bay para a Península de São Francisco. Morreu em 9 de abril de 2015.

## Livros
Em Stanford Feferman tornou-se membro de um seminário de biografia liderado por Barbara Allen Babcock e Diane Middlebrook. Sua primeira biografia, de Jean van Heijenoort, foi Politics, Logic, and Love: The Life of Jean van Heijenoort (Jones and Bartlett, 1993), também publicada como From Trotsky to Gödel: The Life of Jean van Heijenoort (CRC Press, 2001). Com Solomon Feferman foi co-autora de uma biografia de Alfred Tarski, Alfred Tarski: Life and Logic (Cambridge University Press, 2004).